# Shimizu-ku
Pour les articles homonymes, voir Shimizu.
Shimizu (清水区, Shimizu-ku) est un arrondissement de la ville de Shizuoka au Japon.
Le territoire de l'arrondissement est identique à l'ancienne ville de Shimizu (清水市, Shimizu-shi), qui fusionna avec la ville de Shizuoka le 1er avril 2003. Quand la ville de Shizuoka prit le statut de ville désignée par le gouvernement, le 1er avril 2005, l'arrondissement de Shimizu fut créé. La population de l'arrondissement est de 233 184 habitants pour une superficie de 227,82 km2 (fin 2004).

## Transports publics
L'arrondissement est desservi par la ligne principale Tōkaidō de la JR Central, ainsi que par la ligne Shizuoka-Shimizu de la compagnie Shizuoka Railway.